# 可睡斎
可睡斎（かすいさい）は、静岡県袋井市久能にある曹洞宗の仏教寺院。山号は萬松山（ばんしょうざん）。本尊は聖観音（しょうかんのん）。寺紋は丸に三つ葵である。江戸時代には「東海大僧録」として三河国、遠江国、駿河国、伊豆国の曹洞宗寺院を支配下に収め、関三刹と同等の権威を持った。遠州三山の一つ。

## 歴史・概要

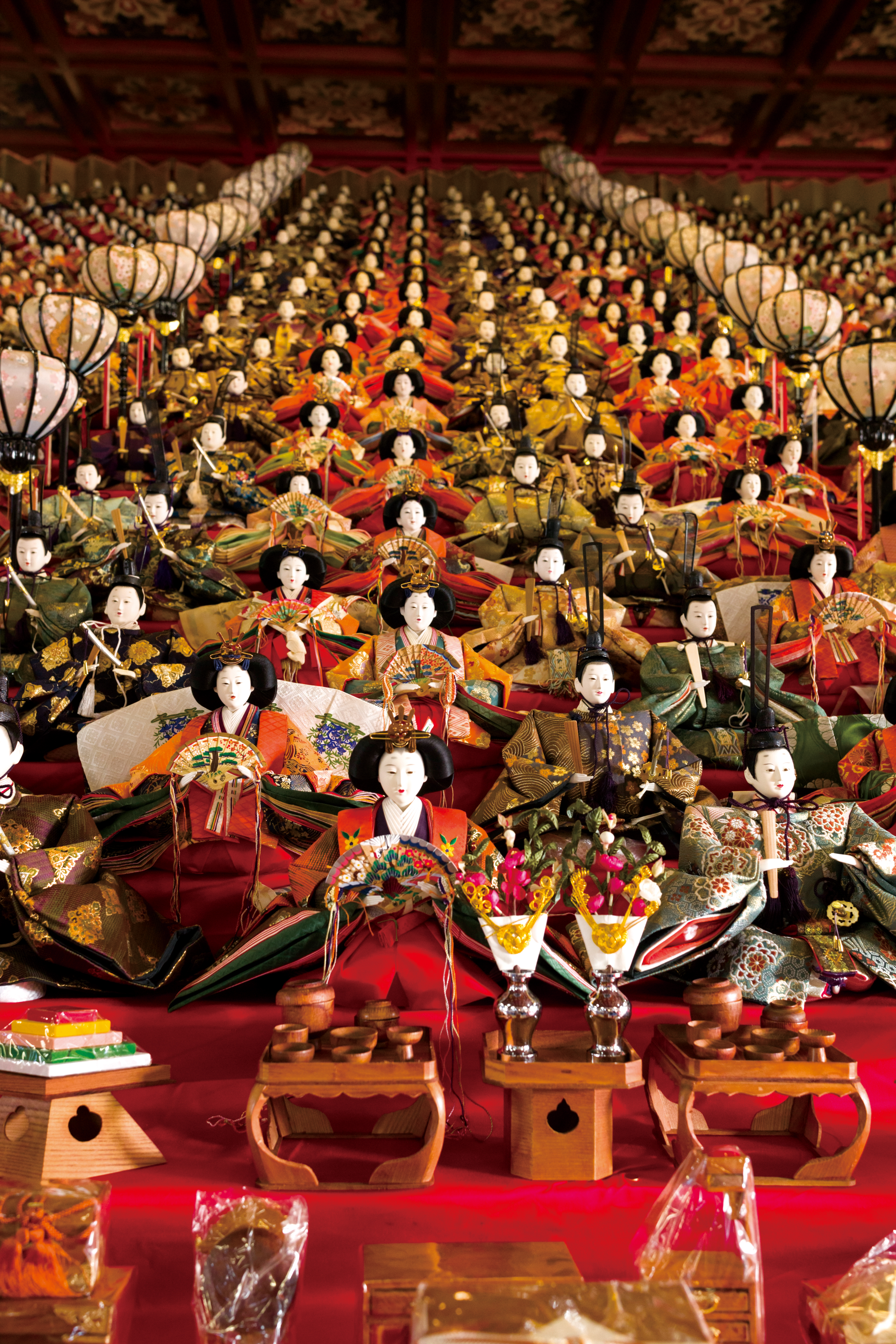
可睡斎の雛人形（2018年11月29日）

室町時代初期、応永8年（1401年）に恕仲天誾禅師によって開山された。
可睡斎の第11代住職仙隣等膳は小僧時代に臨済寺で、今川義元の人質となっていた松平竹千代（後の徳川家康）の教育を受け持ったことがあった。後に浜松城主となった家康はその時の恩を忘れず、旧交を温めるために等膳和尚を城に招いた。ところが道中の疲れもあり、当時を懐かしむ話をしている最中に、和尚は居眠りを始めてしまった。その様子を見た家康は「和尚我を見ること愛児の如し。故に安心して眠る。われその親密の情を喜ぶ、和尚 、眠るべし」と言い、以来和尚が「可睡和尚」と呼ばれたことから、いつしか本来東陽軒であった寺の名も可睡斎となった。
また、境内には三方ヶ原の戦いで武田信玄の軍から逃れた家康が隠れたとされる洞窟が出世六の字穴として今も残されている。
1873年（明治6年）、秋葉山（あきはさん、静岡県浜松市）の神仏分離に伴い三尺坊大権現（さんしゃくぼうだいごんげん）が遷座され火防災除の寺ともなった（由来は「秋葉山本宮秋葉神社」の項を参照）。修行道場として僧堂を設置している。
東側の丘陵には約10万平方メートルの「可睡ゆりの園」があり、150種類・200万本のユリが植えられている。また初夏の牡丹が美しい。

## 交通アクセス

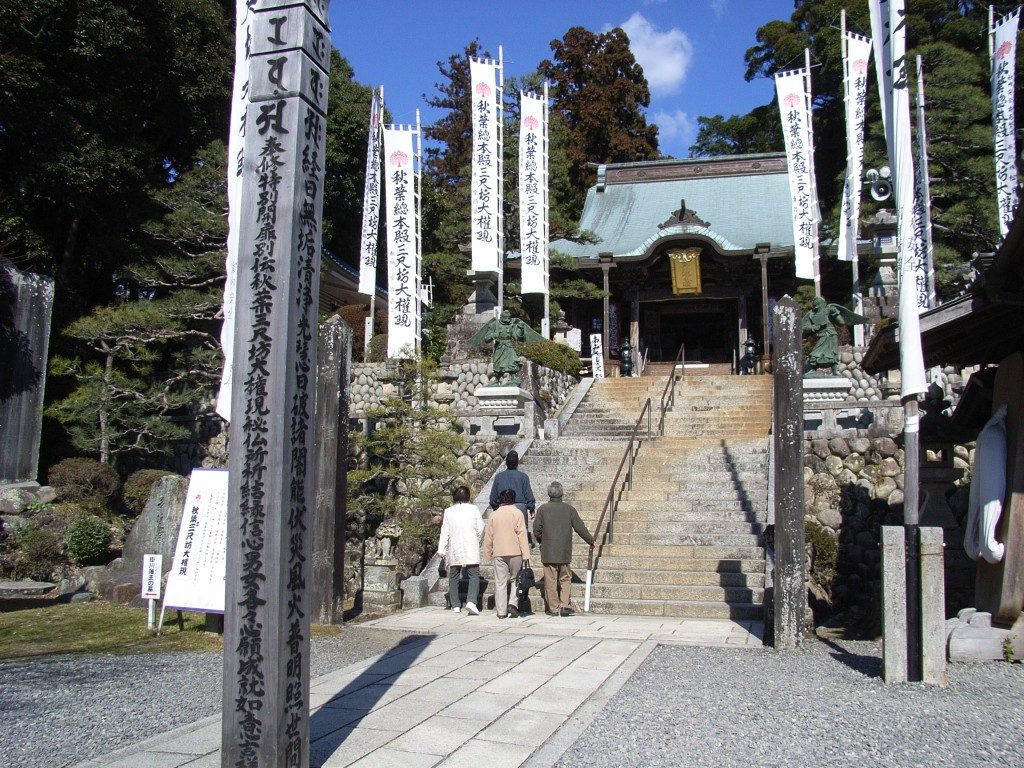
御真殿（2007年2月）

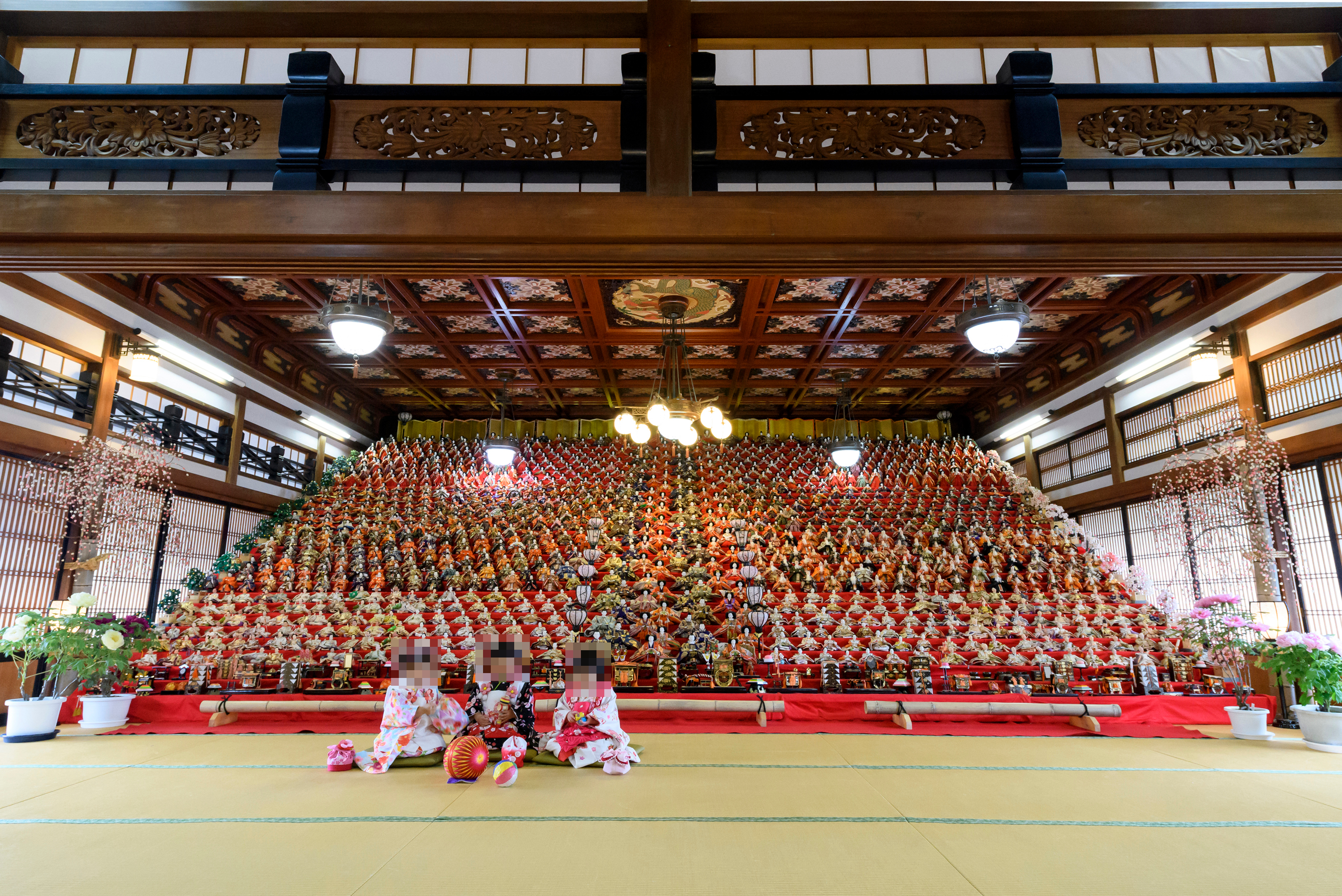
可睡齋ひなまつり（2017年4月1日）

- 秋葉バスサービス秋葉線・秋葉中遠線、袋井市自主運行バス51・52北部循環線「可睡斎入口」バス停下車。（JR東海道線袋井駅からはバス（北部循環線の場合は左回り）で約12分。）
- 東名高速道路袋井ICから車で約5分。
- 新東名高速道路森掛川ICから車で約15分。